# State of Yap
State of Yap (yap: Wa'ab eller Waqab) är en delstat i Mikronesiska federationen. Dess area är 45,9 sq mi (ca. 118.9 km2).
Delstatens huvudstad är Colonia. År 2021 uppskattade Mikronesiens statistikbyrå att delstatens folkmängd var 11 597 personer.
Som delstat har Yap sin egen grundlag som också erkänner traditionella hövdingar i delstaten. Delstaten har fem officiella språk: engelska, yap, ulithiska, woleaiska och satawaliska. Delstaten delas administrativt in i 21 kommuner som kan grupperas i fem grupper: Rumung, Maap, Gagil-Tamil, Marbaa’ och the Neighboring Islands. Delstaten leds av en guvernör. Charles Chieng valdes som guvernör år 2022.